# الناحية المركزية (مقاطعة فريدون شهر)
الناحية المركزية لمقاطعة فريدون شهر (بالفارسية: بخش مرکزی شهرستان فریدون‌شهر) هي ناحية في مقاطعة فريدون شهر التابعة لمحافظة أصفهان في إيران. في تعداد عام 2006 كان عدد سكانها 38,955 نسمة في 9,259 عائلة. فيها مدينتان: مدينة فريدون شهر ومدينة برف أنبار. وفيها خمسة أقسام ريفية هي: قسم عشاير الريفي وقسم برف انبار الريفي وقسم تششمة لنغان الريفي وقسم بيشكوة موغوئي الريفي وقسم بشتكوة موغوئي الريفي.